# NK Bistrica (Slovenska Bistrica)
Nogometni klub Bistrica (tiếng Việt: Câu lạc bộ bóng đá Bistrica), thường hay gọi NK Bistrica hoặc đơn giản Bistrica, là một câu lạc bộ bóng đá Slovenia thi đấu ở thị trấn Slovenska Bistrica. Câu lạc bộ được thành lập năm 1958. Hiện tại đội bóng có tên Kety emmi Bistrica vì lý do tài trợ.

## Danh hiệu
- Giải bóng đá hạng tư quốc gia Slovenia: 3

1998–99, 2000–01, 2009–10

## Lịch sử giải đấu từ năm 1991
| Mùa giải  | Giải đấu                  | Vị thứ |
| --------- | ------------------------- | ------ |
| 1991–92   | 2. SNL – Đông             | thứ 11 |
| 1992–93   | 3. SNL – Đông             | thứ 2  |
| 1993–94   | 3. SNL - Đông             | thứ 10 |
| 1994–95   | 3. SNL - Đông             | thứ 6  |
| 1995–96   | 3. SNL - Đông             | 1thứ 4 |
| 1996–97   | 1. Class (cấp độ 4)       | thứ 12 |
| 1997–98   | 1. Class (cấp độ 4)       | thứ 9  |
| 1998–99   | 1. Class (cấp độ 4)       | thứ 1  |
| 1999–2000 | 3. SNL – Bắc              | thứ 13 |
| 2000–01   | 1. Class (cấp độ 4)       | thứ 1  |
| 2001–02   | 3. SNL – Bắc              | thứ 6  |
| 2002–03   | 3. SNL – Bắc              | thứ 2  |
| 2003–04   | 3. SNL – Bắc              | thứ 7  |
| 2004–05   | 3. SNL - Đông             | 1thứ 4 |
| 2005–06   | Styrian League (cấp độ 4) | thứ 11 |
| 2006–07   | Styrian League (cấp độ 4) | thứ 12 |
| 2007–08   | Styrian League (cấp độ 4) | thứ 6  |
| 2008–09   | Styrian League (cấp độ 4) | thứ 4  |
| 2009–10   | Styrian League (cấp độ 4) | thứ 1  |
| 2010–11   | 3. SNL - Đông             | thứ 11 |
| 2011–12   | 3. SNL - Đông             | thứ 13 |
| 2012–13   | 3. SNL - Đông             | thứ 10 |
| 2013–14   | 3. SNL - Đông             | thứ 13 |
| 2014–15   | 3. SNL – Bắc              | thứ 13 |
| 2015–16   | Super League (cấp độ 4)   | thứ 7  |
| 2016–17   | Super League (cấp độ 4)   | thứ 7  |
| 2017–18   | 3. SNL – Bắc              | thứ 5  |
| 2018–19   | 3. SNL – Bắc              | thứ 4  |